# Винник, Александр Александрович
Александр Александрович Винник (род. 16 августа 1979, Курган) — российский IT-специалист, предприниматель. С 2011 года по 2017 год работал на интернет-площадке торгов фиатными валютами и криптовалютами BTC-E, в США осуждён за отмывание денежных средств в особо крупном размере посредством этого ресурса.

## Биография
Александр Винник родился 16 августа 1979 года в городе Кургане. Его отец работал плотником. После окончания средней школы Александр поехал в Москву, где участвовал в создании сайта «Праздниковедение.ру», на котором размещались статьи и поздравления о праздничных датах и торжествах в различных странах мира. Позднее он работал, обслуживая транзакции между различными электронными платежными системами и зарабатывая на комиссионных.

## Бизнес
В 2010-х годах Александр Винник заинтересовался торговлей биткойнами. В 2011 году начала работать интернет-площадка BTC-E, создатели которой были неизвестны, однако представитель компании в интервью сказал, что основателями биржи являются некие выпускники «Сколкова» Александр и Алексей.
Другой основатель биржи, Алексей Билюченко, познакомился с Винником, по своим словам, на специальном форуме по криптовалютам. После создания биржи Александр отвечал за ведение торговых операций и торговых пар.
Биржа BTC-Е быстро набирала популярность, количество торговых пар стремительно увеличивалось, и вскоре она стала одним из крупнейших проектов в мире и лидером по обороту BTC/USD в России. Однако в 2016 году у биржи начались проблемы с российским законодательством: решением Приморского районного суда Санкт-Петербурга сайт был внесён в число запрещённых. С 23 января 2016 года по 25 июля 2017 года он был доступен по адресу: btc-e.nz, а после ареста Винника сайт прекратил работу.

## Обвинения и арест
25 июля 2017 года, во время отдыха в Греции, Александра Винника арестовали по запросу США, где ему было предъявлено обвинение в отмывании денежных средств в размере от 4 миллиардов до 9 миллиардов долларов через криптобиржу BTC-Е и распространении вредоносных программ с целью вымогательства, в связи с чем он был осуждён заочно. В это время Александр находился в Салониках, в СИЗО, в ожидании экстрадиции. Позже во Франции против него выдвинули обвинение в вымогательстве и мошенничестве. Суд над Винником затягивался, российские власти отправили запрос на его экстрадицию, но он был отклонён. Александр объявлял голодовки, с помощью которых пытался привлечь внимание российских СМИ. Винник со скепсисом относился к европейскому и американскому правосудию и из-за ухудшения здоровья через адвокатов требовал освобождения под домашний арест. В Греции Александра посещала Уполномоченный по правам человека в Российской Федерации Татьяна Москалькова. В 2018 году Винник заявлял о готовящемся на него в тюрьме покушении.
В 2018 году Винник обращался в прокуратуру РФ с заявлениями о явке с повинной, где признался в хакерских атаках и отмывании денег в особо крупном размере.
В мае 2024 года Александр Винник признал свою вину в рамках сделки с министерством юстиции США.

## Освобождение и возвращение в Россию
В начале февраля 2025 года государственным департаментом США и администрацией президента США было заявлено о том, что в качестве «жеста доброй воли» уголовное дело против Александра прекращено, он освобождён из американской тюрьмы и в ближайшее время будет передан России в рамках обмена на гражданина США Марка Фогеля, приговорённого в России к 14 годам лишения свободы за контрабанду наркотиков. 13 февраля 2025 года Александр Винник был доставлен в Москву.